# Chris Anderson (Leichtathlet)
Chris Anderson (eigentlich Christopher Daniel Anderson; * 6. April 1968 in Subiaco City) ist ein ehemaliger australischer Hochspringer.
Bei den Leichtathletik-Weltmeisterschaften 1995 in Göteborg und bei den Olympischen Spielen 1996 in Atlanta schied er in der Qualifikation aus.
1996 wurde er australischer Meister. Seine persönliche Bestleistung von 2,28 m stellte er am 17. Februar 1994 in Perth auf. Sein älterer Bruder David Anderson war ebenfalls als Hochspringer erfolgreich.